# コロシップ県
コロシップ県（コロシップけん、英語: Kolasib district）は、インドのミゾラム州にある8つの県のうちのひとつ。州内では最も小さな県であり、面積は 1472.12 km2(535 sq mi) である。

## 地理
コロシップ県は、西側をマーミット県、南と東側をアイゾール県、北東側をアッサム州カチャル県、北および北西側をアッサム州ハイラーカーンディー県,と接している。県域は、1472.12 km² に及ぶ。行政上の中心地は、コロシップの町である。

### 水利
コロシップ県には、完成したダムとしてセルルイBダムがあり、建設途中のダムとしてバイラビ・ダム とトゥイリアル・ダムがある。ダム建設は、一時中断されていたが、2011年9月から再開された。

### 森林の減少
コロシップ県では、人口の急増にともなって、森林面積が著しく減少しており、近い将来深刻な問題となり得ることが指摘されている。ある試算によれば、2011年の時点で87.63%であった森林面積比率は、2020年には63.94%まで減少する恐れがあるとされている。

## 下位区分
コロシップ県には、ビルクハウトゥリル (Bilkhawthlir) とティングダウル (Thingdawl) の二つの農村開発ブロック (Rural Development Block; RD Block) が設けられている。また、コロシップ県には、トゥイリアル (Tuirial)、コロシップ (Kolasib)、セルルイ (Serlui) と、州議会の選挙区が3区設けられている。
2011年インド国勢調査では、3統計区が設けられた。
| 人口構成 |                    |                    |                |                |                  |                  |
|          | ビルクハウトゥリル | ビルクハウトゥリル | トラングヌアム | トラングヌアム | 北ティングダウル | 北ティングダウル |
| 人数     | 比率               | 人数               | 比率           | 人数           | 比率             |                  |
| 合計     | 58.487             | 100 %              | 5.628          | 100 %          | 19.840           | 100 %            |
| 男性     | 29.888             | 51,10 %            | 2.921          | 51,90 %        | 10.109           | 50,95 %          |
| 女性     | 28.599             | 48,90 %            | 2.707          | 48,10 %        | 9.731            | 49,05 %          |
| 都市     | 39.146             | 66,93 %            | 0              | 0 %            | 7.732            | 38,97 %          |
| 農村     | 19.341             | 33,07 %            | 5.628          | 100 %          | 12.108           | 61,03 %          |

## 人口
| コロシップ県の宗教 | コロシップ県の宗教 | コロシップ県の宗教 | コロシップ県の宗教 | コロシップ県の宗教 |
| ------------------ | ------------------ | ------------------ | ------------------ | ------------------ |
| 宗教               |                    |                    | パーセント         |                    |
| キリスト教         | キリスト教         |                    | 89.58%             | 89.58%             |
| イスラム教         | イスラム教         |                    | 5.27%              | 5.27%              |
| ヒンドゥー教       | ヒンドゥー教       |                    | 4.76%              | 4.76%              |
| 無回答             | 無回答             |                    | 0.18%              | 0.18%              |
| 仏教               | 仏教               |                    | 0.13%              | 0.13%              |
| その他の宗教       | その他の宗教       |                    | 0.05%              | 0.05%              |
| シク教             | シク教             |                    | 0.02%              | 0.02%              |

2011年の国勢調査によると、コロシップ県の人口は、83,955人で、概ねアンドラと同じである。インド国内の640県の中では、620番目の人口規模である。人口密度は、61人毎平方キロメートル (160/sq mi)である。2001年から2011年にかけての人口増加率は、27.28% である。コロシップ県における性比は、男性1000人に対し、女性が956人となっており、識字率は 93.50%.である